# 43.º Regimiento de Instrucción Aérea
El 43º Regimiento de Instrucción Aérea (43. Flieger-Ausbildungs-Regiment) fue una unidad militar de la Luftwaffe de la Alemania nazi.

## Historia
Formado el 1 de abril de 1939 en Crailsheim desde el 43.º Batallón de Reemplazo Aéreo con:
- Stab.
- I Batallón de Instrucción desde el 43.º Batallón de Reemplazo Aéreo.
- Escuela Elemental de Vuelo (Escuela/43.er Regimiento de Instrucción Aérea) desde la Escuela Mixta Experimental Superior Crailsheim.

El II Batallón de Instrucción fue formada en 1940, mientras la Escuela/43.er Regimiento de Instrucción Aérea deja el regimiento el 1 de octubre de 1941 y se convirtió en la 43.º Escuela Mixta Experimental Superior. Trasladado a Wien-Stammersdorf en octubre de 1939 y en Crailsheim en septiembre de 1940. El 16 de agosto de 1942 es redesignado como el 43.º Regimiento Aéreo.

## Comandantes
- Coronel Hans Poetsch - (1 de abril de 1939 - 5 de octubre de 1939)
- Teniente coronel Albert Schlack - (7 de octubre de 1939 - ?)

## Orden de Batalla
- 1939 – 1940: Stab, I. (1-5), 6., 7., Escuela.
- 1941 – 1942: Stab, I. (1-5), 7., II. (8-12).